# Barbie i Akademia Księżniczek
Barbie i Akademia Księżniczek (ang. Barbie: Princess Charm School) – amerykański film animowany z 2011 roku. Jest to dwudziesty film opowiadający o lalce Barbie.

## Fabuła
Życie 17-letniej kelnerki Blair Willows zmienia się, gdy dziewczyna dostaje się do  Akademii Księżniczek. Ma zostać damą dworu. Początkowo lekcje są trudne, a nastolatka popełnia dużo błędów. Zaprzyjaźnia się jednak z dwoma miłymi początkującymi księżniczkami, Hadley i Islą. Zła Dame Devin robi wszystko, aby Blair została wyrzucona z akademii, oskarża ją nawet o kradzież biżuterii, a także niszczy mundurki jej, Hadley i Isly. Bardzo chce, aby na tronie zasiadła jej córka - Delancy Devin i w tym celu pozbyła się swojej krewnej, królowej Izabeli, udając, że zginęła w wypadku samochodowym. Dzięki lekcjom udzielanym przez panią Privet, Blair nabiera pewności siebie. Gdy zostaje skazana niesłusznie na więzienie, dotychczas dokuczliwa Delancy daje jej mapę do odnalezienia korony Gardanii, ponieważ Blair może być zaginioną księżniczką Sophią, córką Izabeli. Blair Willows odnajduje koronę, jednak policjant i Dame Devin zamykają ją i jej przyjaciółki bez możliwości wydostania się. W końcu Blair, Hadley i Isla odnajdują kod w ostatniej chwili. Korona Delancy nagle spada do rąk policjanta, jednak wytrąca ją pies Książę i trafia ona do Delancy. Delancy oddaje koronę Blair i okazuje się, że 17-latka jest zaginioną księżniczką Sophią. Dame Devin wpada we wściekłość i ujawnia prawdę, że zabiła królową Izabelę. Policjant zamyka ją w więzieniu. Na końcu zjawiają się przyszywana matka Blair i przyszywana siostra Emily. Blair jako swoją damę dworu wybiera Delancy. Od teraz Blair, Emily i pani Willows mieszkają w pałacu, podczas gdy Dame Deyvin skazana na dożywocie siedzi samotnie w więzieniu.

## Wersja polska
Wystąpili:
- Beata Wyrąbkiewicz – Blair/Sophia
- Katarzyna Łaska – Isla
- Agnieszka Fajlhauer – Hadley
- Anna Gajewska – Dame Devin
- Joanna Węgrzynowska – Pani Privet
- Klementyna Umer - Lorraine